# 극분해
선형대수학과 함수해석학에서 극분해(極分解, 영어: polar decomposition)는 복소수 정사각 행렬 또는 두 복소수 힐베르트 공간 사이의 유계 작용소를, “절댓값”과 “편각”으로 분해하는 과정이다. 여기서, “절댓값” 성분은 항상 음이 아닌 고윳값을 가지는 자기 수반 작용소이며, “편각” 성분은 그 핵의 직교 여공간과 치역 사이의 유니터리 변환을 정의한다.

## 정의
복소수 힐베르트 공간 {\displaystyle H} 위의 유계 작용소
{\displaystyle A\colon H\to H}
가 주어졌다고 하자. 그렇다면, {\displaystyle A}의 극분해는 다음과 같은 조건들을 만족시키는 순서쌍 {\displaystyle (U,P)}이다.
- {\displaystyle U,P\colon H\to H}는 유계 작용소이다.
- {\displaystyle A=U\circ P}이다.
- {\displaystyle U\colon H\to H}의 경우, {\displaystyle H/\ker U\to H}는 등거리 변환이다. (그러나 단사 함수일 필요도, 전사 함수일 필요도 없다.)
- {\displaystyle P}는 유계 자기 수반 작용소이며, 임의의 {\displaystyle v\in H}에 대하여 {\displaystyle \langle v|H|v\rangle \in [0,\infty )\subseteq \mathbb {C} }이다.
- {\displaystyle (\ker U)^{\perp }=\operatorname {cl} (PH)}이다. (여기서 {\displaystyle \operatorname {cl} (-)}은 폐포이다.)

사실, 항상
{\displaystyle P={\sqrt {A^{*}A}}=|A|}
임을 보일 수 있다.

## 성질
복소수 힐베르트 공간 {\displaystyle H} 위의 유계 작용소 {\displaystyle A\colon H\to H}의 극분해 {\displaystyle (U,P)}는 항상 존재하며, 항상 유일하다.

### 폰 노이만 대수의 경우
{\displaystyle P}는 {\displaystyle \{A\}}로 생성되는 C* 대수의 원소이다. {\displaystyle U}는 {\displaystyle \{A\}}로 생성되는 폰 노이만 대수의 원소이다. 만약 {\displaystyle A}가 {\displaystyle \operatorname {B} (H,H)}의 가역원이라면 (즉, 전단사 함수이며 유계 역함수를 갖는다면), {\displaystyle U}는 {\displaystyle \{A\}}로 생성되는 C* 대수의 원소이다.
이에 따라, 임의의 폰 노이만 대수의 원소의 극분해를 마찬가지로 정의할 수 있다. 또한, C* 대수의 가역원의 경우 마찬가지로 극분해를 정의할 수 있다.

### 유한 차원의 경우
만약 {\displaystyle H}가 유한 차원이며 {\displaystyle A}가 가역 행렬이라면, {\displaystyle A}의 극분해 {\displaystyle (U,P)}에서 {\displaystyle U}는 유니터리 작용소가 된다. 그러나 만약 {\displaystyle H}가 무한 차원이라면 그럴 필요는 없다.
또한, {\displaystyle H}가 유한 차원일 때,
{\displaystyle \det A=\det U\det P}
이므로
{\displaystyle \det P=|\det A|\in [0,\infty )}
{\displaystyle \det U\in \{z\in \mathbb {C} \colon |z|=1\}}
이다.

## 예

### 유한 차원
임의의 복소수 {\displaystyle z\in \mathbb {C} }를 유계 작용소 {\displaystyle z\cdot \colon \mathbb {C} \to \mathbb {C} }로 간주할 때, 그 극분해는 절댓값과 편각으로의 분해와 같다.
{\displaystyle z=\exp(\mathrm {i} \theta )\cdot r\qquad (r\in [0,\infty ))}
보다 일반적으로, {\displaystyle \mathbb {C} ^{n}} 위의 대각 행렬
{\displaystyle \operatorname {diag} \left(r_{1}\exp(\mathrm {i} \theta _{1}),\dotsc ,r_{n}\exp(\mathrm {i} \theta _{n})\right)\colon \mathbb {C} ^{n}\to \mathbb {C} ^{n}\qquad \left(\theta _{1},\dotsc ,\theta _{n}\in \mathbb {R} ,\;r_{1},\dotsc ,r_{n}\in \mathbb {R} _{\geq 0}\right)}
의 극분해는 다음과 같다.
{\displaystyle \operatorname {diag} \left(r_{1}\exp(\mathrm {i} \theta _{1}),\dotsc ,r_{n}\exp(\mathrm {i} \theta _{n})\right)=\operatorname {diag} \left(\exp(\mathrm {i} \theta _{1}),\dotsc ,\exp(\mathrm {i} \theta _{n})\right)\operatorname {diag} (r_{1},\dotsc ,r_{n})}

### 무한 차원
르베그 공간
{\displaystyle H=\ell ^{2}(\mathbb {N} ;\mathbb {C} )}
을 생각하자. 그 위의 시프트 연산자
{\displaystyle A\colon (z_{0},z_{1},\dotsc )\mapsto (0,z_{0},z_{1},\dotsc )}
를 생각하자. 이 경우,
{\displaystyle A^{*}A=1}
이므로 극분해 {\displaystyle (P,U)}는
{\displaystyle P=1}
{\displaystyle U=A}
이다. 특히, {\displaystyle U}는 유니터리 작용소가 되지 못한다.

## 같이 보기
- 카르탕 대합
- 행렬 분해